# Lex-Tyger Lobinger
Lex-Tyger Lobinger (Bonn, 22 febbraio 1999) è un calciatore tedesco, attaccante del Viktoria Colonia.

## Biografia
È figlio dell'astista Tim Lobinger e della triatleta Petra Lobinger.

## Carriera
Lobinger è cresciuto nelle giovanili di Markranstädt, Monaco 1860 e Rot-Weiß Merl. Nel 2018 ha firmato con il Wattenscheid 09 in Regionalliga ed al termine della stagione è stato acquistato dal Fortuna Düsseldorf che lo ha assegnato alla seconda squadra.
L'8 maggio 2021 ha fatto il suo esordio professionistico nei minuti finali dell'incontro di 2. Bundesliga pareggiato 2-2 contro l'Eintracht Braunschweig ed il 19 luglio 2021 ha firmato un contratto professionistico con il club biancorosso.
Il 1º luglio 2021 è stato acquistato a titolo definitivo dal Kaiserslautern. Il 5 gennaio 2024 è stato prestato per sei mesi all'Osnabrück.

## Statistiche

### Presenze e reti nei club
Statistiche aggiornate al 11 febbraio 2024.
| Stagione        | Squadra            | Campionato      | Campionato | Campionato | Coppe nazionali | Coppe nazionali | Coppe nazionali | Coppe continentali | Coppe continentali | Coppe continentali | Altre coppe | Altre coppe | Altre coppe | Totale | Totale | Totale |
| Stagione        | Squadra            | Comp            | Pres       | Reti       | Comp            | Pres            | Reti            | Comp               | Pres               | Reti               | Comp        | Pres        | Reti        | Pres   | Reti   |        |
| --------------- | ------------------ | --------------- | ---------- | ---------- | --------------- | --------------- | --------------- | ------------------ | ------------------ | ------------------ | ----------- | ----------- | ----------- | ------ | ------ | ------ |
| 2018-2019       | Wattenscheid 09    | RL              | 26         | 3          | CG              | 0               | 0               |                    | -                  | -                  |             | -           | -           | 26     | 3      |        |
| 2019-2020       | F. Düsseldorf II   | RL              | 19         | 0          |                 | -               | -               |                    | -                  | -                  |             | -           | -           | 19     | 0      |        |
| 2020-2021       | F. Düsseldorf II   | RL              | 29         | 11         |                 | -               | -               |                    | -                  | -                  |             | -           | -           | 29     | 11     |        |
| 2021-2022       | F. Düsseldorf II   | RL              | 16         | 9          |                 | -               | -               |                    | -                  | -                  |             | -           | -           | 16     | 9      |        |
| 2020-2021       | Fortuna Düsseldorf | 2L              | 1          | 0          | CG              | 0               | 0               |                    | -                  | -                  |             | -           | -           | 1      | 0      |        |
| 2021-2022       | Fortuna Düsseldorf | 2L              | 10         | 0          | CG              | 0               | 0               |                    | -                  | -                  |             | -           | -           | 10     | 0      |        |
| 2022-2023       | Kaiserslautern     | 2L              | 29         | 2          | CG              | 1               | 0               |                    | -                  | -                  |             | -           | -           | 30     | 2      |        |
| 2023-gen. 2024  | Kaiserslautern     | 2L              | 6          | 0          | CG              | 1               | 0               |                    | -                  | -                  |             | -           | -           | 7      | 0      |        |
| gen.-giu. 2024  | Osnabrück          | 2L              | 4          | 0          | CG              | 0               | 0               |                    | -                  | -                  |             | -           | -           | 4      | 0      |        |
| Totale carriera | Totale carriera    | Totale carriera | 140        | 25         |                 | 2               | 0               |                    | -                  | -                  |             | -           | -           | 142    | 25     |        |